# هی روح، بیا بجنگیم
هی روح، بیا بجنگیم (به کره‌ای: 싸우자 귀신، به انگلیسی: Hey Ghost, Let's Fight) سریالی محصول کره جنوبی با بازی اوک تکیون، کیم سو-هیون و کوان یول و محصول ۲۰۱۶ است. این سریال از روی وبتونی به همین نام که از سال ۲۰۰۷ تا ۲۰۱۰ در Naver پخش شد، ساخته شده است. این سریال از ۱۱ جولای ۲۰۱۶ و در شب‌های دوشنبه و سه شنبه، ساعت ۱۱ شب، در شبکه tvN کرهٔ جنوبی به نمایش در آمد.

## داستان
کیم هیون جی (کیم سو-هیون)، دانش آموز مدرسه‌ای است که ۵ سال پیش بر اثر تصادف  به کما رفته و حالا روحش در این دنیا سرگردان است. او با پارک بونگ پال (اوک تکیون)، دانشجویی که می‌تواند روح‌ها را ببیند ملاقات می‌کند. وی برای مخارج زندگی‌اش روح‌ها را به دنیای دیگر می‌فرستد. پس از آن هیون جی و بونگ پال تصمیم می‌گیرند باهم این کار را انجام دهند و در این بین عاشق هم می شوند...

## بازیگران
- کیم سو-هیون در نقش کیم هیون جی
- اوک تکیون در نقش پارک بونگ پال
- کوان یول در نقش جو هه سونگ
- کیم سانگ هو در نقش مونک میونگ چول